# أمبروز هاريس
أمبروز هاريس (بالإنجليزية: Ambrose Harris)‏ (29 أكتوبر 1902 في المملكة المتحدة - 1952) هو لاعب كرة قدم بريطاني (وحمل سابقاً جنسية المملكة المتحدة لبريطانيا العظمى وأيرلندا) في مركز الدفاع. لعب مع نادي نيلسون وBarnoldswick Town F.C. ‏.